# Tim Owens
Tim "Ripper" Owens (Akron, Ohio, 13. rujna 1967.), američki rock pjevač.
Karijeru je započeo u Engleskoj na natjecanju "British Steel". Od 1997. do 2002. godine bio je vokal Judas Priesta, a sadašnji mu je sastav Iced Earth u kojem je od 2003. godine. U međuvremenu je i sam osnovao sastav koji se zove Beyond Fear.